# Церква Воскресіння Господнього (Загір'я)
Церква Воскресіння Господнього в Загір'ї — парафія і храм греко-католицької громади Залозецького деканату Тернопільсько-Зборівської архієпархії Української греко-католицької церкви в селі Загір'я Тернопільського району Тернопільської области.

## Історія церкви
Стара дерев'яна Церква Собор Пресвятої Богородиці, збудована у 1605 році, з часом перестала задовольняти потреби громади. За пароха о. Симеона Сохановича, у 1828 році було вирішено спорудити нову муровану церкву. Її будівництво тривало понад 40 років. Того ж 1828 року стару дерев'яну церкву купила громада села Стиборівки, де вона стоїть і досі[джерело?].
Найімовірніше, освячення нової церкви відбулося 28 червня 1879 року, яке провів Галицький митрополит Йосиф Сембратович[джерело?]. У 1904 році парох о. Григорій Городницький оновив храм, встановивши бароковий кивот і придбавши дороге Євангеліє. Того ж року парафію відвідав митрополит Андрей Шептицький. Пізніше з візитаціями на парафії побували: у 1995 році єпископ Зборівсько-Сокальської єпархії Михаїл Колтун, який удостоїв о. Ярослава звання митрата, та 19 серпня 2004 року єпископ Михаїл Сабрига, який освятив Хресну дорогу. У травні 2012 року архиєпископ Василій Семенюк відслужив Святу Літургію, висвятив нового священника о. Романа Коцура і встановив Місійний хрест.
На парафії активно діють кілька спільнот: братство «Апостольство молитви», спільнота «Матері в молитві» (з 2012 року) та Марійська дружина (з 2007 року).

## Парохи
- о. Гаврило Левицький (1730-1778)
- о. Сильвестр Гамалевич (1778—1788)
- о. Симеон Соханович (1788—1831)
- о. Петро Глинський (1831—1832)
- о. Данило Зарицький (1832—1879)
- о. Адам Жуковецький (1879—1880)
- о. Йосиф Терешкевич (1880—1885)
- о. Миколай[джерело?] Мармурович (1885—1903)
- о. Григорій Павлюк (1903—1904)
- о. Григорій Городницький (1905—1942)
- о. Микола Чировський (1942—1970)
- о. Ярослав Возняк (1970—21 листопада 2011)
- о. Андрій Олійников (23 листопада 2011—2020)[джерело?],
- о. Михайло Підгородецький (від 2020)[джерело?].